# Bogota (New Jersey)
Bogota borough az USA New Jersey államában, Bergen megyében. Lakosainak száma 8778 fő (2020. április 1.).

## Népesség
A település népességének változása:
| Lakosok száma | 337  | 1125 | 8187 | 8778 |
|               | 1900 | 1910 | 2010 | 2020 |